# 高田高校前駅
高田高校前駅（たかたこうこうまええき）は、岩手県陸前高田市高田町にある、東日本旅客鉄道（JR東日本）大船渡線BRT（バス高速輸送システム）のバス停留所である。
2015年3月14日に、岩手県立高田高等学校の新校舎への移転に合わせて、BRT区間上に新設された駅である。

## 歴史
- 2015年（平成27年）3月14日：開業[1][2]。
- 2018年（平成30年）
  - 1月23日：移転[3]。
  - 4月1日：移転[3]。
- 2019年（平成31年）3月16日：移転[4]。

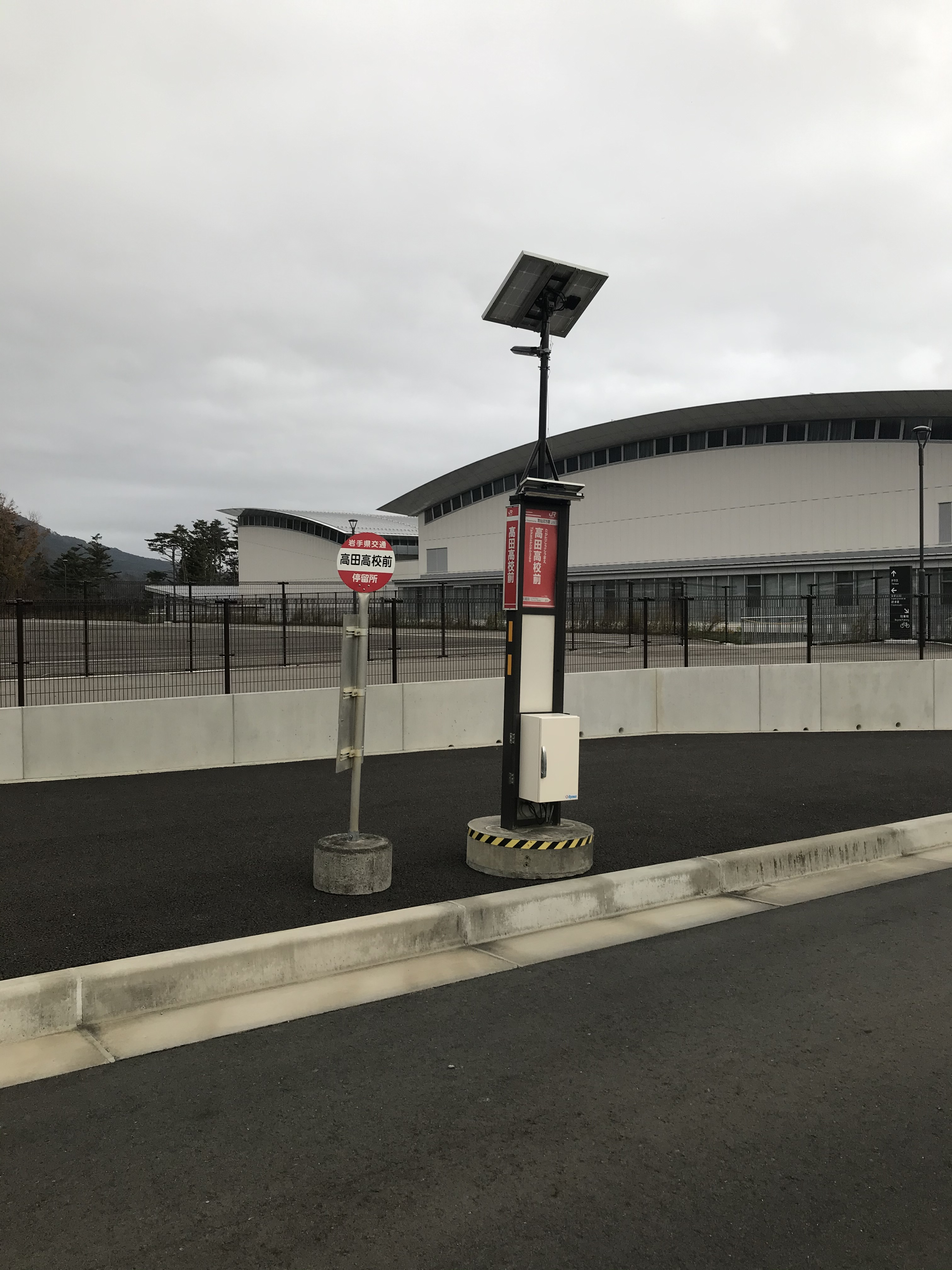
気仙沼方面のりば（2019年11月）
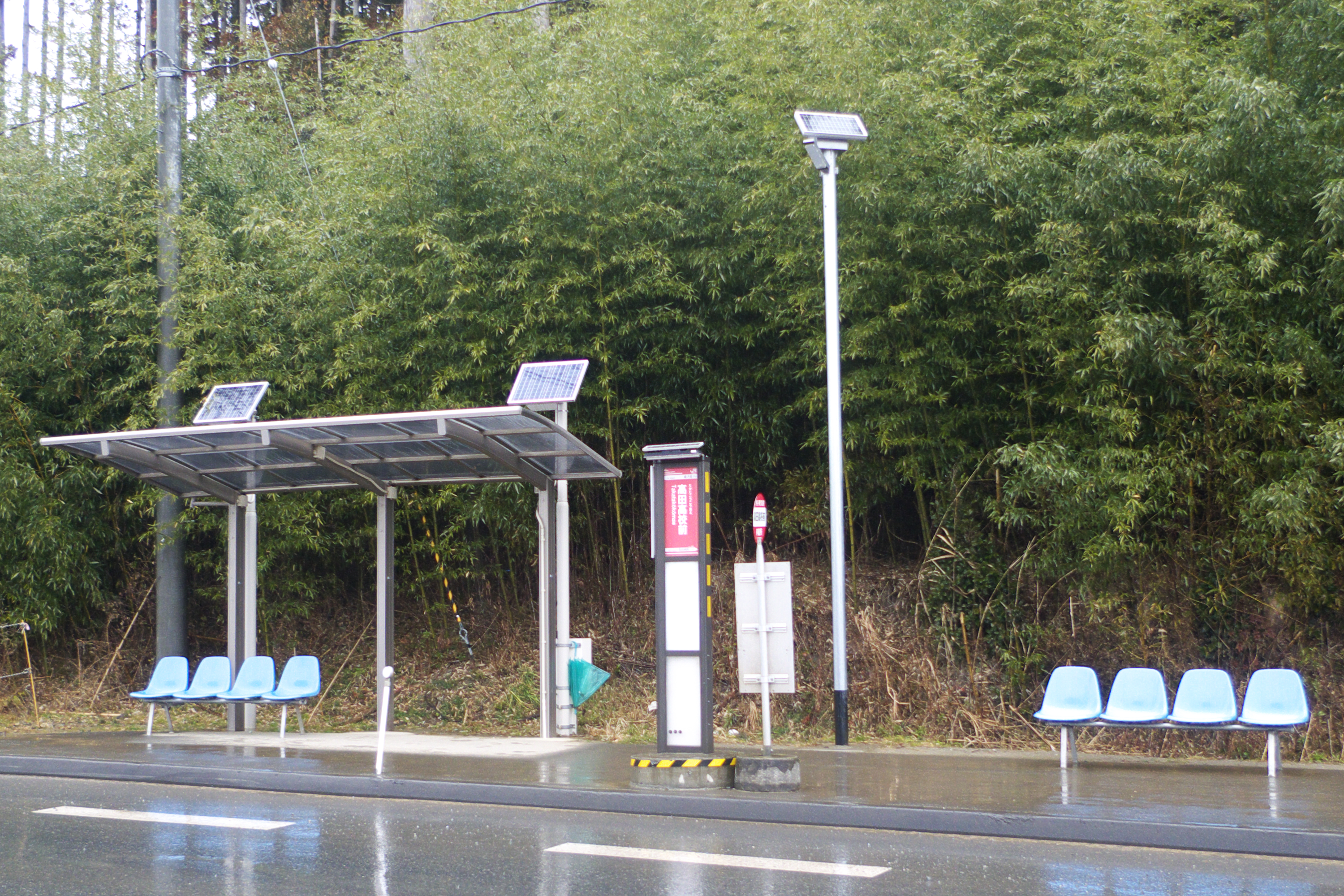
盛方面のりば（2017年1月）

## 駅構造
一般道走行区間の途中にバスベイ型の乗降場が設けられている。盛方面のりば側にのみ待合室が設置されている。
奥州交通・碁石観光「高田高校前」停留所が同位置に設置されている。

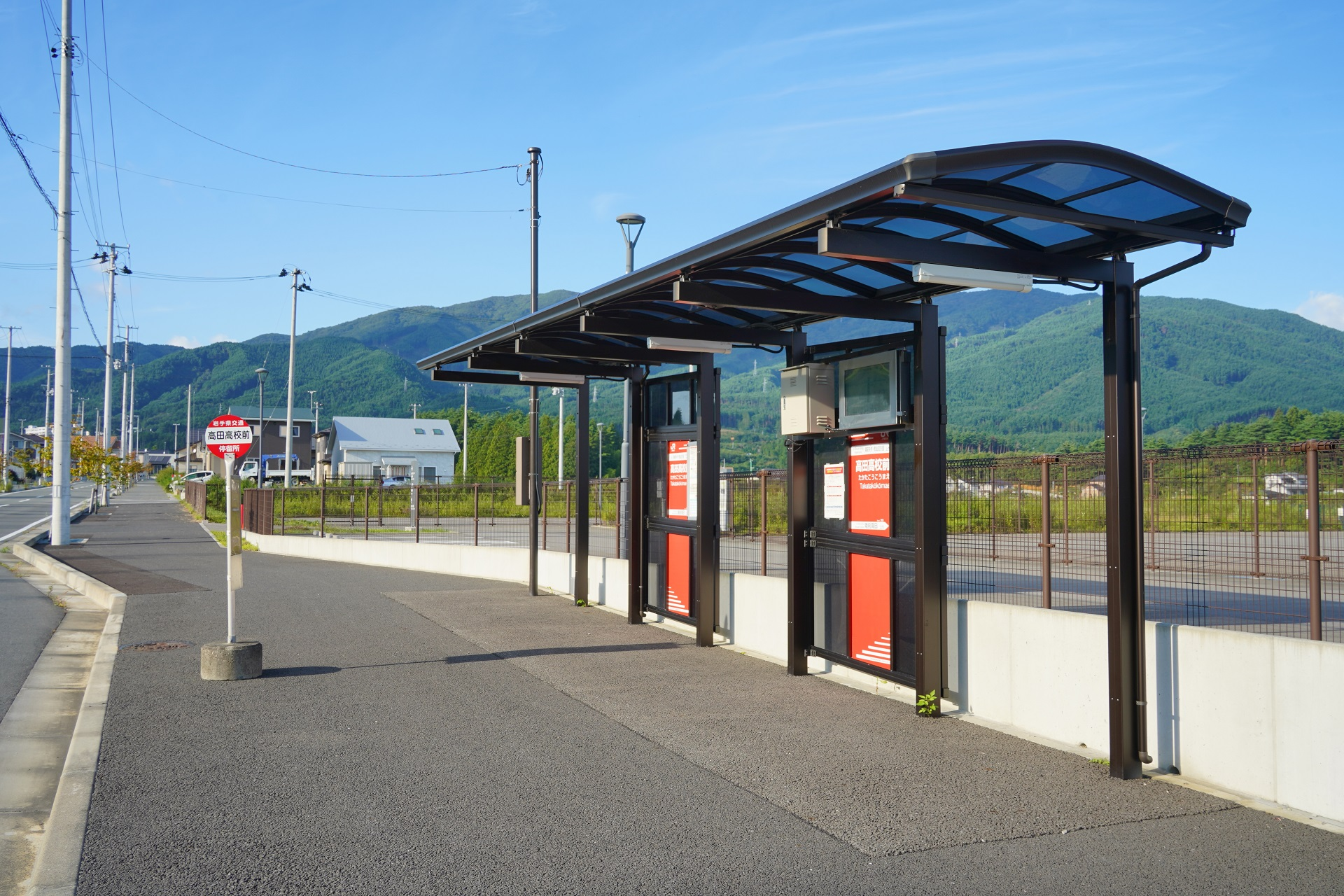
気仙沼方面のりば（2022年9月）

## 利用状況
JR東日本によると、2023年度（令和5年度）の1日平均乗車人員は48人である。
開業後の推移は以下のとおりである。
| 乗車人員推移       | 乗車人員推移     | 乗車人員推移    |
| 年度               | 1日平均 乗車人員 | 出典            |
| ------------------ | ---------------- | --------------- |
| 2014年（平成26年） | 20               | [ 利用客数 2 ]  |
| 2015年（平成27年） | 118              | [ 利用客数 3 ]  |
| 2016年（平成28年） | 104              | [ 利用客数 4 ]  |
| 2017年（平成29年） | 87               | [ 利用客数 5 ]  |
| 2018年（平成30年） | 67               | [ 利用客数 6 ]  |
| 2019年（令和元年） | 56               | [ 利用客数 7 ]  |
| 2020年（令和02年） | 45               | [ 利用客数 8 ]  |
| 2021年（令和03年） | 47               | [ 利用客数 9 ]  |
| 2022年（令和04年） | 56               | [ 利用客数 10 ] |
| 2023年（令和05年） | 48               | [ 利用客数 1 ]  |

## 駅周辺
- 岩手県立高田高等学校[1]
- 陸前高田市総合交流センター

## 隣の停留所
東日本旅客鉄道（JR東日本）
■大船渡線BRT
□快速
経由せず
■普通
陸前高田駅 - *まちなか陸前高田駅 - 高田高校前駅 - 高田病院駅
*:打消線は廃駅

### 記事本文
1. 1 2 3 4 5 6 7  根本太一「陸前高田駅:BRT新駅舎 市民ら祝福」『毎日新聞』毎日新聞社、2015年3月15日。
2. 1 2  「大船渡線 BRT「陸前高田駅」新駅舎及び「高田高校前駅」の供用開始について (PDF)」（プレスリリース）、東日本旅客鉄道盛岡支社、2014年12月19日。2020年5月17日時点のオリジナル (PDF)よりアーカイブ。2020年5月18日閲覧。
3. 1 2  「大船渡線BRTの駅移転及び一部のルート変更について (PDF)」（プレスリリース）、東日本旅客鉄道盛岡支社、2017年12月18日。2017年12月22日時点のオリジナル (PDF)よりアーカイブ。
4. ↑  「BRTのダイヤ改正について (PDF)」（プレスリリース）、東日本旅客鉄道盛岡支社／東日本旅客鉄道仙台支社、2019年2月14日。2019年3月1日時点のオリジナル (PDF)よりアーカイブ。2025年7月14日閲覧。

### 利用状況
1. 1 2  「BRT駅別乗車人員（2023年度） | 企業サイト：JR東日本」東日本旅客鉄道。2025年7月14日閲覧。
2. ↑  「BRT駅別乗車人員（2014年度）：JR東日本」東日本旅客鉄道。2025年7月14日閲覧。
3. ↑  「BRT駅別乗車人員（2015年度）：JR東日本」東日本旅客鉄道。2025年7月14日閲覧。
4. ↑  「BRT駅別乗車人員（2016年度）：JR東日本」東日本旅客鉄道。2025年7月14日閲覧。
5. ↑  「BRT駅別乗車人員（2017年度）：JR東日本」東日本旅客鉄道。2025年7月14日閲覧。
6. ↑  「BRT駅別乗車人員（2018年度）：JR東日本」東日本旅客鉄道。2025年7月14日閲覧。
7. ↑  「BRT駅別乗車人員（2019年度）：JR東日本」東日本旅客鉄道。2025年7月14日閲覧。
8. ↑  「BRT駅別乗車人員（2020年度） | 企業サイト：JR東日本」東日本旅客鉄道。2025年7月14日閲覧。
9. ↑  「BRT駅別乗車人員（2021年度） | 企業サイト：JR東日本」東日本旅客鉄道。2025年7月14日閲覧。
10. ↑  「BRT駅別乗車人員（2022年度） | 企業サイト：JR東日本」東日本旅客鉄道。2025年7月14日閲覧。